# Wereldbeker noordse combinatie 2023/2024
De wereldbeker noordse combinatie 2023/2024 ging van start op 24 november 2023 in het Finse Kuusamo en eindigde op 17 maart 2024 in het Noorse Trondheim.
De Noor Jarl Magnus Riiber en de Noorse Ida Marie Hagen wonnen dit seizoen het wereldbekerklassement.

## Mannen

### Kalender
| Datum                  | Plaats      | Detail                     | Eerste                                     | Tweede                                           | Derde                                 |
| ---------------------- | ----------- | -------------------------- | ------------------------------------------ | ------------------------------------------------ | ------------------------------------- |
| Ruka Tour              |             |                            |                                            |                                                  |                                       |
| 24/11/2023             | Kuusamo     | HS142 + 7,5 km             | Jens Lurås Oftebro                         | Jarl Magnus Riiber                               | Jørgen Gråbak                         |
| 25/11/2023             | Kuusamo     | HS142 + 10 km              | Jarl Magnus Riiber                         | Johannes Lamparter                               | Jørgen Gråbak                         |
| 26/11/2023             | Kuusamo     | 10 km (massastart) + HS142 | Jarl Magnus Riiber                         | Johannes Lamparter                               | Stefan Rettenegger                    |
| 02/12/2023             | Lillehammer | HS98 + 10 km               | Jarl Magnus Riiber                         | Jens Lurås Oftebro                               | Jørgen Gråbak                         |
| 03/12/2023             | Lillehammer | HS140 + 10 km              | Jarl Magnus Riiber                         | Johannes Lamparter                               | Jørgen Gråbak                         |
| 15/12/2023             | Ramsau      | 10 km (massastart) + HS98  | Johannes Lamparter                         | Jarl Magnus Riiber                               | Manuel Faißt                          |
| 16/12/2023             | Ramsau      | HS98 + 7,5 km              | Johannes Lamparter                         | Jarl Magnus Riiber                               | Stefan Rettenegger                    |
| 13/01/2024             | Oberstdorf  | HS106 + 10 km              | Jarl Magnus Riiber                         | Johannes Lamparter                               | Stefan Rettenegger                    |
| 14/01/2024             | Oberstdorf  | HS106 + 7,5 km             | Jarl Magnus Riiber                         | Stefan Rettenegger                               | Manuel Faißt                          |
| 27/01/2024             | Schonach    | HS100 + 10 km              | Jarl Magnus Riiber                         | Stefan Rettenegger                               | Jørgen Gråbak                         |
| 28/01/2024             | Schonach    | HS100 + 10 km              | Jarl Magnus Riiber                         | Jørgen Gråbak                                    | Stefan Rettenegger                    |
| Nordic Combined Triple |             |                            |                                            |                                                  |                                       |
| 02/02/2024             | Seefeld     | HS109 + 7,5 km             | Jarl Magnus Riiber                         | Jørgen Gråbak                                    | Johannes Lamparter                    |
| 03/02/2024             | Seefeld     | HS109 + 10 km              | Jarl Magnus Riiber                         | Jørgen Gråbak                                    | Jens Lurås Oftebro                    |
| 04/02/2024             | Seefeld     | HS109 + 12,5 km            | Jarl Magnus Riiber                         | Jørgen Gråbak                                    | Stefan Rettenegger                    |
| 09/02/2024             | Otepää      | 10 km (massastart) + HS97  | Jarl Magnus Riiber                         | Kristjan Ilves                                   | Johannes Lamparter                    |
| 10/02/2024             | Otepää      | HS97 + 10 km               | Jarl Magnus Riiber                         | Kristjan Ilves                                   | Johannes Lamparter                    |
| 11/02/2024             | Otepää      | HS97 + 10 km               | Jarl Magnus Riiber                         | Stefan Rettenegger                               | David Mach                            |
| 02/03/2024             | Lahti       | HS130 + 2 × 7,5 km         | Noorwegen Jens Lurås Oftebro Jørgen Gråbak | Oostenrijk Stefan Rettenegger Johannes Lamparter | Duitsland Manuel Faißt Vinzenz Geiger |
| 03/03/2024             | Lahti       | HS130 + 10 km              | Johannes Lamparter                         | Stefan Rettenegger                               | Kristjan Ilves                        |
| 09/03/2024             | Oslo        | HS134 + 10 km              | Jarl Magnus Riiber                         | Johannes Lamparter                               | Stefan Rettenegger                    |
| 10/03/2024             | Oslo        | HS134 + 10 km              | Jarl Magnus Riiber                         | Johannes Lamparter                               | Kristjan Ilves                        |
| 17/03/2024             | Trondheim   | HS138 + 10 km              | Johannes Lamparter                         | Stefan Rettenegger                               | Kristjan Ilves                        |

### Eindstand
| #  | Atleet             | Land | Punten |
| -- | ------------------ | ---- | ------ |
| 1  | Jarl Magnus Riiber | NOR  | 1870   |
| 2  | Stefan Rettenegger | AUT  | 1530   |
| 3  | Johannes Lamparter | AUT  | 1456   |
| 4  | Jørgen Gråbak      | NOR  | 1350   |
| 5  | Kristjan Ilves     | EST  | 1207   |
| 6  | Jens Lurås Oftebro | NOR  | 1005   |
| 7  | Manuel Faißt       | GER  | 946    |
| 8  | Johannes Rydzek    | GER  | 932    |
| 9  | Thomas Rettenegger | AUT  | 877    |
| 10 | Eero Hirvonen      | FIN  | 868    |

## Vrouwen

### Kalender
| Datum      | Plaats      | Detail                  | Eerste               | Tweede               | Derde                |
| ---------- | ----------- | ----------------------- | -------------------- | -------------------- | -------------------- |
| 01/12/2023 | Lillehammer | HS98 + 5 km             | Gyda Westvold Hansen | Ida Marie Hagen      | Mari Leinan Lund     |
| 02/12/2023 | Lillehammer | HS98 + 5 km             | Gyda Westvold Hansen | Ida Marie Hagen      | Mari Leinan Lund     |
| 15/12/2023 | Ramsau      | HS98 + 5 km             | Gyda Westvold Hansen | Ida Marie Hagen      | Minja Korhonen       |
| 16/12/2023 | Ramsau      | HS98 + 5 km             | Ida Marie Hagen      | Gyda Westvold Hansen | Lisa Hirner          |
| 13/01/2024 | Oberstdorf  | HS106 + 5 km            | Mari Leinan Lund     | Ida Marie Hagen      | Gyda Westvold Hansen |
| 14/01/2024 | Oberstdorf  | HS106 + 5 km            | Ida Marie Hagen      | Gyda Westvold Hansen | Mari Leinan Lund     |
| 27/01/2024 | Schonach    | HS100 + 4 km            | Mari Leinan Lund     | Ida Marie Hagen      | Nathalie Armbruster  |
| 28/01/2024 | Schonach    | HS100 + 8 km            | Ida Marie Hagen      | Mari Leinan Lund     | Gyda Westvold Hansen |
| 02/02/2024 | Seefeld     | 5 km massastart + HS109 | Ida Marie Hagen      | Mari Leinan Lund     | Nathalie Armbruster  |
| 03/02/2024 | Seefeld     | HS109 + 5 km            | Ida Marie Hagen      | Gyda Westvold Hansen | Nathalie Armbruster  |
| 09/02/2024 | Otepää      | 5 km massastart + HS97  | Gyda Westvold Hansen | Ida Marie Hagen      | Mari Leinan Lund     |
| 10/02/2024 | Otepää      | HS97 + 5 km             | Ida Marie Hagen      | Haruka Kasai         | Gyda Westvold Hansen |
| 11/02/2024 | Otepää      | HS97 + 5 km             | Ida Marie Hagen      | Mari Leinan Lund     | Gyda Westvold Hansen |
| 09/03/2024 | Oslo        | HS106 + 5 km            | Ida Marie Hagen      | Mari Leinan Lund     | Gyda Westvold Hansen |
| 17/03/2024 | Trondheim   | HS100 + 7,5 km          | Ida Marie Hagen      | Lisa Hirner          | Gyda Westvold Hansen |

### Eindstand
| #  | Atleet               | Land | Punten |
| -- | -------------------- | ---- | ------ |
| 1  | Ida Marie Hagen      | NOR  | 1440   |
| 2  | Gyda Westvold Hansen | NOR  | 1280   |
| 3  | Mari Leinan Lund     | NOR  | 1044   |
| 4  | Haruna Kasai         | JPN  | 969    |
| 5  | Nathalie Armbruster  | GER  | 928    |
| 6  | Lisa Hirner          | AUT  | 751    |
| 7  | Jenny Nowak          | GER  | 749    |
| 8  | Léna Brocard         | FRA  | 653    |
| 9  | Yuna Kasai           | JPN  | 603    |
| 10 | Maria Gerboth        | GER  | 587    |

## Gemengd

### Kalender
| Datum      | Plaats    | Detail                    | Eerste                                                                          | Tweede                                                                       | Derde                                                                  |
| ---------- | --------- | ------------------------- | ------------------------------------------------------------------------------- | ---------------------------------------------------------------------------- | ---------------------------------------------------------------------- |
| 16/03/2024 | Trondheim | HS100 + 2×5 km + 2×2,5 km | Noorwegen Jens Lurås Oftebro Gyda Westvold Hansen Ida Marie Hagen Jørgen Gråbak | Oostenrijk Stefan Rettenegger Lisa Hirner Annalena Slamik Johannes Lamparter | Duitsland Manuel Faißt Nathalie Armbruster Jenny Nowak Johannes Rydzek |